# Taiwanoppia fujianensis
Taiwanoppia fujianensis är en kvalsterart som först beskrevs av Wang 1993.  Taiwanoppia fujianensis ingår i släktet Taiwanoppia och familjen Oppiidae. Inga underarter finns listade i Catalogue of Life.